# Samantha Hill
Samantha "Sami" Hill, född 8 juni 1992, är en amerikansk vattenpolomålvakt. Hon ingick i USA:s landslag som vann damernas turnering i vattenpolo vid olympiska sommarspelen 2016.
Efter skoltiden vid Dos Pueblos High School studerade Hill vid University of California, Los Angeles där hon spelade vattenpolo för UCLA Bruins. Hon ingick i laget som vann damernas turnering i vattenpolo vid panamerikanska spelen 2015 och också i laget som vann damernas turnering i vattenpolo vid världsmästerskapen i simsport 2015.